# Melus de Bari
Melus de Bari (també Milus, Meles o Melo) (mort el 1020) va ser un noble longobard de la ciutat de Bari, l'ambició del qual, de crear un territori autònom del Catepanat d'Itàlia, a principis de segle xi, va portar a la presència normanda a l'Itàlia meridional.
Melus i el seu cunyat Datus es van rebel·lar el 1009 i van prendre ràpidament Bari. El 1010 van apoderar-se d'Ascoli i Troia, però el nou catepà, Basili Mesardonita, va reunir un gran exèrcit i l'11 de juny de 1011 Bari va caure. Melus va fugir a la protecció del príncep Guaimar III de Salern i Datus a l'abadia de Montecassino, on els monjos antigrecs, per insistència del papa Benet VIII, li van donar una torre fortificada al Garigliano. La família de Melus, però, va ser capturada i enviada a Constantinoble.
El 1016, segons el cronista normand Guillem de la Pulla, Melus va anar al Santuari de Sant Miquel al Monte Gargano per reunir-se amb alguns pelegrins normands. Allà va sol·licitar a Rainulf Drengot, i al seu grup d'exiliats normands, ajuda en la seva rebel·lió, assegurant-los la facilitat de la victòria i l'abundància del botí. Cap al 1017, els aventurers normands ja es dirigien cap al sud. Es van unir amb les forces longobardes de Melus a Càpua i van marxar cap a la Pulla immediatament, intentant atrapar els romans d'Orient fora de guàrdia. Després de derrotar, al maig, un exèrcit romà d'Orient dirigit pel nou catepà, Contoleó Tornici, a la riba del riu Fortore, pel setembre els rebels ja s'havien apoderat del territori entre el Fortore i Trani, saquejant la Pulla. Però a l'octubre la situació donaria un tomb important .
El nou catepà, Basili Boioanes, havia reunit un enorme exèrcit de reserva i també un contingent de la famosa guàrdia varega enviada per l'emperador Basili II. Rebels i romans d'Orient es van trobar a la vora del Ofanto, al mateix lloc en el qual Hanníbal havia derrotat els exèrcits romans a la batalla de Cannes a l'any 216 aC. Aquesta segona batalla de Cannes va ser un desastre tant per als normands, que van perdre al seu líder Gilbert, com per als longobards, els caps dels quals van fugir: Melus als Estats pontificis i Datus a Montecassino i la torre de nou.
Melus va seguir vagant pel sud i el centre d'Itàlia i finalment es va dirigir al nord, cap a Alemanya. Va acabar en la cort imperial d'Enric II a Bamberg. Encara que va rebre grans honors (l'emperador li va donar el títol de duc de la Pulla), va morir com un home arruïnat només dos anys després, just després que el papa Benet arribés a Bamberg per Pasqua per discutir la resposta imperial a les victòries romanes d'Orient. El seu vell aliat, l'emperador, li va donar un funeral fastuós i una tomba ornamentada a la nova catedral de Bamberg. El seu fill Argir continuaria la lluita per la independència longobarda a la Pulla, després del seu retorn de la seva presó a Constantinoble.